# Galliard

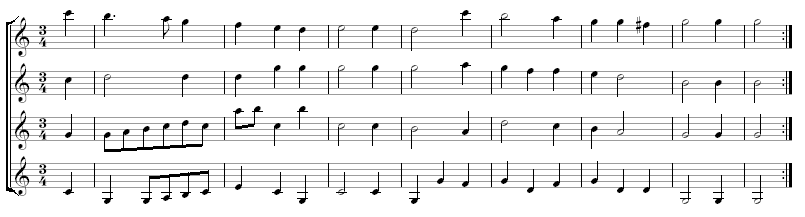
Del av en galliard anno 1530.

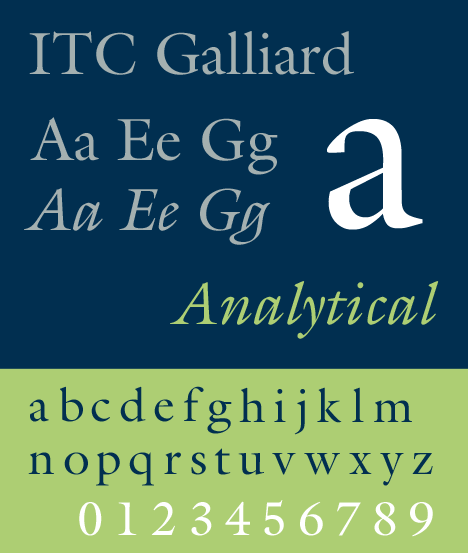
Typsnittet Galliard, inspirerat av dansen med samma namn.

Galliard, gaillard, gaillarde (på italienska: gagliarda; på franska: gaillarde) är en dans från 1500-talet. Dansen går i 3/4-takt och dess karaktär är livlig med många hopp (ordet betyder "munter" eller "rask"). Den kallades även saltarello och efter sitt romerska ursprung romanesca. Galliarden dansades ofta som efterdans till den högtidliga, i jämn takt gående pavanen och blomstrade liksom denna under 1500- och förra hälften av 1600-talet, även i instrumentalkompositionen.
Musikaliskt påminner galliarden om volta.